# Powrócę
Powrócę (tytuł oryginalny Vratiću se / Вратићу се) – jugosłowiański czarno-biały dramat filmowy z 1957 roku w reżyserii Jožego Gale. Adaptacja powieści pod tym samym tytułem autorstwa Jary Ribnikar, która jest też współautorką scenariusza.

## Obsada
- Stevo Žigon jako Branko Medan, emerytowany podpułkownik
- Irena Kolesar jako Jana Dujšin
- Stane Sever jako Ivan Dujšin, mąż Jany, archeolog
- Mia Oremović jako Marija, pracownica muzeum
- Vasa Pantelić jako prokurator
- Dragoslav Popović jako sędzia
- Ilija Džuvalekovski jako adwokat Branka
- Mihajlo Bata Paskaljević jako przyjaciel Branka
- Severin Bijelić jako Jovan Martinović, uczestnik walki
- Moris Levi jako świadek w sądzie
- Relja Bašić jako świadek w sądzie
- Joviša Vojinović jako świadek w sądzie
- Jelena Žigon jako świadek w sądzie
- Toma Kuruzović